# Deutsche Leichtathletik-Meisterschaften 1999
Die 99. Deutschen Leichtathletik-Meisterschaften wurden zwischen dem 2. und 4. Juli 1999 in Erfurt im Steigerwaldstadion ausgetragen.

## Ausgelagerte Disziplinen
Wie auch schon in den Jahren vorher fanden weitere Meisterschaftswettbewerbe an anderen Orten und anderen Tagen statt, hier eine Auflistung in chronologischer Reihenfolge:
- Halbmarathon – Xanten, 27. März mit Einzel-/Mannschaftswertungen für Frauen und Männer
- 100-km-Straßenlauf – Troisdorf, 10. April mit Einzel-/Mannschaftswertungen für Frauen und Männer
- Marathonlauf – im Rahmen eines Stadtmarathons, Hamburg, 25. April mit Einzel-/Mannschaftswertungen für Frauen und Männer[2]
- 10.000-Meter-Lauf (Frauen und Männer) – Leinfelden, 22. Mai
- 20-km-Gehen Frauen und 50-km-Gehen Männer – Naumburg, 6. Juni mit jeweils Einzelwertungen sowie einer zusätzlichen inoffiziellen Teamwertung für die Männer
- Berglauf – Freiburg im Breisgau, 12. Juni mit Einzel-/Mannschaftswertungen für Frauen und Männer
- Langstaffeln (Frauen: 3 × 800 m/Männer: 3 × 1000 m) – Duisburg, 11. Juli im Rahmen der Deutschen Jugendmeisterschaften
- Mehrkämpfe (Frauen: Siebenkampf/Männer: Zehnkampf) – Lage, 4./5. September mit Einzel-/Mannschaftswertungen für Frauen und Männer
- Crossläufe – Viersen, 27. November mit jeweils einer Mittel- und Langstrecke für Frauen und Männer, die jeweils einzeln und im Team gewertet wurden.

## Wettbewerbe
Im Wettkampfprogramm gab es eine Änderung: Bei den Langstaffeln der Männer kehrte man zurück zur 3 × 1000-m-Staffel. Gestrichen wurden dafür die Staffeln über 4 × 800 m sowie über 4 × 1500 m.

## Medaillengewinner Männer
Die folgenden Übersichten fassen die Medaillengewinner und -gewinnerinnen zusammen. Eine ausführlichere Übersicht mit den jeweils ersten acht in den einzelnen Disziplinen findet sich unter dem Link Deutsche Leichtathletik-Meisterschaften 1999/Resultate.
| Disziplin                                     | Gold                                                                                     | Leistung       | Silber                                                                             | Leistung       | Bronze                                                                  | Leistung                          |
| --------------------------------------------- | ---------------------------------------------------------------------------------------- | -------------- | ---------------------------------------------------------------------------------- | -------------- | ----------------------------------------------------------------------- | --------------------------------- |
| 100 m (Wind: −1,5)                            | Holger Blume (TV Wattenscheid 01)                                                        | 10,42 s00      | Patrick Schneider (LG Salamander Kornwestheim)                                     | 10,44 s00      | Michael Huke (TV Wattenscheid 01)                                       | 10,50 s00                         |
| 200 m (Wind: −1,0)                            | Stefan Holz (VfL Sindelfingen)                                                           | 20,68 s00      | Holger Blume (TV Wattenscheid 01)                                                  | 20,82 s00      | Florian Gamper (Eintracht Frankfurt)                                    | 21,19 s00                         |
| 400 m                                         | Stefan Holz (VfL Sindelfingen)                                                           | 45,19 s00      | Maik Liebe (LAC Erdgas Chemnitz)                                                   | 45,73 s00      | Ruwen Faller (TV Wehr)                                                  | 45,74 s00                         |
| 800 m                                         | Nils Schumann (SV Creaton Großengottern)                                                 | 1:45,78 min    | Nico Motchebon (LAC Quelle Fürth/München)                                          | 1:46,72 min    | Felix Leiter (TV Wattenscheid 01)                                       | 1:47,71 min                       |
| 1500 m                                        | Rüdiger Stenzel (TV Wattenscheid 01)                                                     | 3:41,49 min    | Jan Fitschen (TV Wattenscheid 01)                                                  | 3:42,31 min    | Michael Gottschalk (SCC Berlin)                                         | 3:42,68 min                       |
| 5000 m                                        | Dieter Baumann (TSV Bayer 04 Leverkusen)                                                 | 13:46,77 min   | Sebastian Hallmann (LAC Quelle Fürth/München)                                      | 14:06,44 min   | Alexander Lubina (TV Wattenscheid 01)                                   | 14:19,26 min                      |
| 10.000 m                                      | Thorsten Naumann (USC Mainz)                                                             | 29:08,15 min   | Martin Block (TSV Bayer 04 Leverkusen)                                             | 29:08,87 min   | Michael Fietz (LG Ratio Münster)                                        | 29:20,10 min                      |
| Halbmarathon                                  | Carsten Eich (LAC Quelle Fürth/München)                                                  | 1:03:16 h0000  | Christian Fischer (Korschenbroicher LC)                                            | 1:03:53 h0000  | Michael Fietz (LG Ratio Münster)                                        | 1:03:55 h0000                     |
| Halbmarathon, Mannschaftswertung              | LAC Quelle Fürth/MünchenCarsten Eich Habib Boukechab Michael Hass                        | 3:14:48 h0000  | Korschenbroicher LCChristian Fischer Robert Langfeld Holger Ahrenberg              | 3:16:07 h0000  | LG BraunschweigJürgen Kerl Jörn Wagner Georg Diettrich                  | 3:17:14 h0000                     |
| Marathon                                      | Carsten Eich (LAC Quelle Fürth/München)                                                  | 2:10:22 h0000  | Martin Strege (SV Creaton Großengottern)                                           | 2:13:35 h0000  | Michael Fietz (LG Ratio Münster)                                        | 2:14:58 h0000                     |
| Marathon, Mannschaftswertung                  | LAC Quelle Fürth/MünchenCarsten Eich Michal Hass Habib Boukechab                         | 6:49:15 h0000  | TSG BergedorfSteffen Benecke Andreas Hünerberg Bernd Trommer                       | 7:22:39 h0000  | SC DHfK LeipzigJens Borrmann Carsten Ender Holger Munkelt               | 7:22:50 h0000                     |
| 100-km-Straßenlauf                            | Rainer Müller (LTF Marpingen)                                                            | 6:26:53 h0000  | Karsten Müller (TSV Eintracht Hittfeld)                                            | 6:26:56 h0000  | Volker Krajenski (SV Germania Helmstedt)                                | 6:43:19 h0000                     |
| 100-km-Straßenlauf, Mannschaftswertung        | LTF MarpingenRainer Müller Jürgen Hooß Werner Alles                                      | 21:13:56 h0000 | SSC Hanau/RodenbachStefan Hinze Heinz-Werner Janicke Helmut Kreiß                  | 24:20:17 h0000 | Lauftreff EndingenJoachim Hauser Peter Klorer Hans Martin               | 22:36:25 h0000                    |
| 110 m Hürden (Wind: −0,5)                     | Florian Schwarthoff (ABC Ludwigshafen)                                                   | 13,28 s00      | Ralf Leberer (SSV Ulm 1846)                                                        | 13,67 s00      | Mike Fenner (LG Nike Berlin)                                            | 13,68 s00                         |
| 400 m Hürden                                  | Thomas Goller (Dresdner SC)                                                              | 48,83 s00      | Steffen Kolb (LG Offenburg)                                                        | 50,40 s00      | Jan Schneider (CVJM Siegen)                                             | 50,41 s00                         |
| 3000 m Hindernis                              | André Green (LG Wedel-Pinneberg)                                                         | 8:30,31 min    | Frank Bruder (LG Bäderkreis)                                                       | 8:33,07 min    | Christian Knoblich (LAC Quelle Fürth/München)                           | 8:36,95 min                       |
| 4 × 100 m Staffel                             | Salamander KornwestheimThorsten Schulz Patrick Schneider Mike Höschele Christian Schacht | 39,27 s00      | TV Wattenscheid 01Marc Blume Michael Huke Holger Blume Sebastian Ernst             | 39,29 s00      | VfL SindelfingenHolger Vogelsang Stefan Holz Tobias Unger Marc Kochan   | 40,13 s00                         |
| 4 × 400 m Staffel                             | LAC Quelle Fürth/MünchenStefan Bönisch Norbert Wörlein Mark Eplinius Nico Motchebon      | 3:07,71 min    | TSV Bayer 04 LeverkusenBenjamin Nitze Klaus Ehrnsperger Daniel Hechler René Oblong | 3:08,05 min    | LAC Erdgas ChemnitzSylvio Freund Maik Liebe U. Jahn Marco Krause        | 3:08,69 min                       |
| 3 × 1000-m-Staffel                            | SV Creaton GroßengotternNils Schumann Dirk Heinze Ralf Aßmus                             | 7:03,96 min    | LG StaufenStephan Eberle Jochen Obenland Oliver Daum                               | 7:13,48 min    | LAC Quelle Fürth/MünchenPhilipp Legath Mark Eplinius Nico Motchebon     | 7:14,02 min                       |
| 20-km-Gehen                                   | Andreas Erm (LAC Halensee Berlin)                                                        | 1:25:30 h0000  | Nischan Daimer (LAC Quelle Fürth/München)                                          | 1:27:24 h0000  | Denis Franke (LAC Quelle Fürth/München)                                 | 1:28:14 h0000                     |
| 20-km-Gehen, Mannschaftswertung               | LAC Quelle Fürth/MünchenNischan Daimer Denis Franke Marcus Hackbusch                     | 4:28:00 h0000  | LGV GleinaDenis Trautmann Mike Trautmann Marino Grandi                             | 4:32:58 h0000  | OSC BerlinAxel Noack Volkmar Scholz Thorsten Herbst                     | 4:35:51 h0000                     |
| 50-km-Gehen                                   | Robert Ihly (LG Offenburg)                                                               | 3:51:06 h0000  | Denis Franke (LAC Quelle Fürth/München)                                            | 3:57:56 h0000  | Peter Zanner (LAC Quelle Fürth/München)                                 | 4:01:24 h0000                     |
| 50-km-Gehen, Mannschaftswertung – inoffiziell | LAC Quelle Fürth/München IDenis Franke Peter Zanner Michael Lohse                        | 12:04:53 h0000 | LAC Quelle Fürth/München IISteffen Borsch Alfons Schwarz Hardy Koschollek          | 13:59:200000   | nur 2 Mannschaften in der Wertung                                       | nur 2 Mannschaften in der Wertung |
| Hochsprung                                    | Martin Buß (OSC Berlin)                                                                  | 2,30 m         | Christian Rhoden (TSV Bayer 04 Leverkusen)                                         | 2,26 m         | Wolfgang Kreißig (MTG Mannheim)                                         | 2,20 m                            |
| Stabhochsprung                                | Tim Lobinger (ASV Köln)                                                                  | 5,90 m         | Michael Stolle (TSV Bayer 04 Leverkusen)                                           | 5,85 m         | Danny Ecker (TSV Bayer 04 Leverkusen)                                   | 5,85 m                            |
| Weitsprung                                    | Konstantin Krause (LG Ohra Hörsel)                                                       | 8,21 m         | Kofi Amoah Prah (LAC Halensee Berlin)                                              | 8,19 m         | Volker Ehrmann (LAV Bayer Uerdingen/Dormagen)                           | 7,70 m                            |
| Dreisprung                                    | Charles Friedek (TSV Bayer 04 Leverkusen)                                                | 17,00 m        | Hrvoje Verzi (LAC Quelle Fürth/München)                                            | 16,15 m        | Jens Schweitzer (LG Frankfurt)                                          | 16,10 m                           |
| Kugelstoßen                                   | Oliver-Sven Buder (TV Wattenscheid 01)                                                   | 21,15 m        | Gunnar Pfingsten (MTG Mannheim)                                                    | 20,00 m        | Michael Mertens (LG Göttingen)                                          | 19,60 m                           |
| Diskuswurf                                    | Jürgen Schult (SC Riesa)                                                                 | 66,47 m        | Andreas Seelig (USC Mainz)                                                         | 65,83 m        | Michael Möllenbeck (TV Wattenscheid 01)                                 | 65,80 m                           |
| Hammerwurf                                    | Karsten Kobs (LG Olympia Dortmund)                                                       | 79,53 m        | Heinz Weis (TSV Bayer 04 Leverkusen)                                               | 77,17 m        | Holger Klose (Eintracht Frankfurt)                                      | 76,78 m                           |
| Speerwurf                                     | Raymond Hecht (SC Magdeburg)                                                             | 86,69 m        | Boris Henry (SV Saar 05 Saarbrücken)                                               | 86,12 m        | Peter Blank (Eintracht Frankfurt)                                       | 82,26 m                           |
| Zehnkampf                                     | Mike Maczey (MobilCom Zehnkampf Welle)                                                   | 8104 P         | Stefan Schmid (LG Karlstadt)                                                       | 7981 P         | Jörg Goedicke (OSC Berlin)                                              | 7748 P                            |
| Zehnkampf, Mannschaftswertung                 | OSC BerlinJörg Goedicke Axel Sacharowitz Christian Haase                                 | 22.232 P       | MobilCom Zehnkampf-WelleMike Maczey Boris Kawohl Nils Winter                       | 22.227 P       | LAZ Wasserburg/Markt SchwabenPeter Hargasser Stefan Wimmer Ulf Böhrnsen | 20.931 P                          |
| Crosslauf Mittelstrecke – 4,2 km              | Rüdiger Stenzel (TV Wattenscheid 01)                                                     | 12:11 min00    | Carsten Schütz (TV Wattenscheid 01)                                                | 12:13 min00    | Dirk Heinze (SV Creaton Großengottern)                                  | 12:13 min00                       |
| Crosslauf Mittelstrecke, Mannschaftswertung   | TV Wattenscheid 01Rüdiger Stenzel Carsten Schütz Felix Leiter                            | Pl.-Ziff. 11   | Eintracht FrankfurtOliver Grund Patrick Schellhammer Florian Hild                  | Pl.-Ziff. 23   | Korschenbroicher LCRobert Langfeld Holger Ahrenberg Peter Kühne         | Pl.-Ziff. 34                      |
| Crosslauf Langstrecke – 9,8 km                | Rainer Wachenbrunner (LG Nike Berlin)                                                    | 29:15 min00    | André Green (LG Wedel-Pinneberg)                                                   | 29:22 min00    | Mario Kröckert (TSV Bayer 04 Leverkusen)                                | 29:36 min00                       |
| Crosslauf Langstrecke, Mannschaftswertung     | TSV Bayer 04 LeverkusenMario Kröckert Martin Block Guido Streit                          | Pl.-Ziff. 16   | LG BraunschweigGeorg Diettrich Jürgen Kerl Thorsten Witte                          | Pl.-Ziff. 42   | LG Wedel-PinnebergAndré Green Uwe Schimkus Manuel Rodriguez             | Pl.-Ziff. 63                      |
| Berglauf – 13 km                              | Stefan Wohllebe (TV Waldstraße Wiesbaden)                                                | 55:43 min00    | Christian Englert (TS’G Mutterstadt)                                               | 56:09 min00    | Helmut Strobl (SVO Germaringen)                                         | 57:0000                           |
| Berglauf, Mannschaftswertung                  | SVO GermaringenHelmut Strobl Walter Ernst Martin Sambale                                 | 2:21:57 h0000  | USC FreiburgMarkus Bohmann Markus Jenne Maier                                      | 2:56:21 h0000  | SG AdelsbergHeiko Schinkitz Andre Singer Axel Petzsch                   | 2:59:17 h0000                     |

## Medaillengewinner Frauen
| Disziplin                                   | Gold                                                                            | Leistung       | Silber                                                                                          | Leistung       | Bronze                                                                      | Leistung       |
| ------------------------------------------- | ------------------------------------------------------------------------------- | -------------- | ----------------------------------------------------------------------------------------------- | -------------- | --------------------------------------------------------------------------- | -------------- |
| 100 m (Wind: −1,5)                          | Andrea Philipp (LG Olympia Dortmund)                                            | 11,40 s00      | Sina Schielke (LG Olympia Dortmund)                                                             | 11,55 s00      | Gabi Rockmeier (LG Olympia Dortmund)                                        | 11,56 s00      |
| 200 m (Wind: −1,5)                          | Andrea Philipp (LG Olympia Dortmund)                                            | 23,09 s00      | Gabi Rockmeier (LG Olympia Dortmund)                                                            | 23,32 s00      | Sabrina Mulrain (Rumelner TV)                                               | 23,34 s00      |
| 400 m                                       | Grit Breuer (SC Magdeburg)                                                      | 50,17 s00      | Anja Rücker (TuS Jena)                                                                          | 50,64 s00      | Uta Rohländer (SV Halle)                                                    | 51,48 s00      |
| 800 m                                       | Claudia Gesell (LAC Quelle Fürth/München)                                       | 2:01,88 min    | Linda Kisabaka (LAZ Leipzig)                                                                    | 2:02,76 min    | Heike Meißner (SC Magdeburg)                                                | 2:03,29 min    |
| 1500 m                                      | Kristina da Fonseca-Wollheim (SV Halle)                                         | 4:10,49 min    | Irina Mikitenko (Eintracht Frankfurt)                                                           | 4:10,89 min    | Luminita Zaituc (LG Braunschweig)                                           | 4:11,55 min    |
| 5000 m                                      | Irina Mikitenko (Eintracht Frankfurt)                                           | 15:45,21 min   | Kristina da Fonseca-Wollheim (SV Halle)                                                         | 15:51,80 min   | Luminita Zaituc (LG Braunschweig)                                           | 15:54,20 min   |
| 10.000 m                                    | Melanie Kraus (TSV Bayer 04 Leverkusen)                                         | 33:28,49 min   | Melanie Schulz (SV Creaton Großengottern)                                                       | 34:16,88 min   | Johanna Baumgartner (LAC Quelle Fürth/München)                              | 34:35,49 min   |
| Halbmarathon                                | Katrin Dörre-Heinig (SC DHfK Leipzig)                                           | 1:09:41 h0000  | Sylvia Renz (OSC Berlin)                                                                        | 1:13:20 h0000  | Birgit Jerschabek (ABC Ludwigshafen)                                        | 1:13:46 h0000  |
| Halbmarathon, Mannschaftswertung            | LG Domspitzmilch RegensburgEllen Schöner Renate Forstner Elke Lorenz            | 4:03:02 h0000  | ASC Rosellen/NeussChristiane Soeder Ute Jenke Bettina Schmidt                                   | 4:07:25 h0000  | LG SeesenKerstin Brünig Ines Cronjäger Karola Weiglein                      | 4:08:590000    |
| Marathon                                    | Katrin Dörre-Heinig (SC DHfK Leipzig)                                           | 2:24:35 h0000  | Manuela Veith (ABC Ludwigshafen)                                                                | 2:31:18 h0000  | Anke Laws (USC Cottbus)                                                     | 2:33:05 h0000  |
| Marathon, Mannschaftswertung                | OSC BerlinSylvia Renz Annette Wolfrom Birgit Sonntag                            | 8:20:35 h0000  | LG Domspitzmilch RegensburgKatharina Kaufmann Ellen Schöner Sophie Berkmiller                   | 8:26:54 h0000  | LG SeesenKerstin Brünig Karola Weiglein Heidi Hillebrecht                   | 8:48:27 h0000  |
| 100-km-Straßenlauf                          | Tanja Schäfer (LTF Marpingen)                                                   | 7:38:10 h0000  | Anke Derscher (SCC Hanau-Rodenbach)                                                             | 7:52:38 h0000  | Ulrike Steeger (1. FC Spich)                                                | 8:29:07 h0000  |
| 100-km-Straßenlauf, Mannschaftswertung      | LTF Marpingen ITanja Schäfer Angelika Warken Martina Spaniol                    | 25:09:34 h0000 | LTF Marpingen IIPetra Müller Rita Brill Giovanna Karle                                          | 29:57:54 h0000 | LSF MünsterHildegard Kerkhoff Marietheres Kellmann Hildegard Durynek        | 32:35:04 h0000 |
| 100 m Hürden (Wind: −0,5)                   | Birgit Hamann geb. Wolf (VfL Sindelfingen)                                      | 13,04 s00      | Kirsten Bolm (TV Scheeßel Eichenschule)                                                         | 13,05 s00      | Heike Blassneck (Eintracht Frankfurt)                                       | 13,17 s00      |
| 400 m Hürden                                | Silvia Rieger (SV Emden-Harsweg)                                                | 55,09 s00      | Ulrike Urbansky (SC Magdeburg)                                                                  | 55,68 s00      | Karla Faulhaber (Dresdner SC)                                               | 55,76 s00      |
| 4 × 100 m Staffel                           | LG Olympia DortmundEsther Möller Gabi Rockmeier Birgit Rockmeier Andrea Philipp | 43,21 s00      | VfL SindelfingenBirgit Hamann geb. Wolf Simone Beutelspacher Kerstin Grötzinger Stephanie Kampf | 45,13 s00      | USC MainzFlorence Ekpo-Umoh Mona Steigauf Andrea Luy Marion Wagner          | 45,21 s00      |
| 4 × 400 m Staffel                           | SC MagdeburgUlrike Urbansky Ivonne Teichmann Heike Meißner Grit Breuer          | 3:29,74 min    | Dresdner SCSusanne Merkel Claudia Jung Bauer Karla Faulhaber                                    | 3:32,04 min    | Erfurter LACNancy Kette Martina Breu Doreen Harstick Anja Knippel           | 3:32,06 min    |
| 3 × 800-m-Staffel                           | LAC Quelle Fürth/MünchenMonika Weilhammer Daniela Struckmeyer Claudia Gesell    | 6:17,57 min    | LAV Bayer Uerdingen/DormagenAndrea Lammerding Anja Höcke Melanie Klein-Arndt                    | 6:21,20 min    | TSV Bayer 04 LeverkusenSigrid Bühler Sylvia Nußbeck Dagmar de Haan          | 6:28,77 min    |
| 10.000-m-Bahngehen                          | Nicole Best (TV Groß-Gerau)                                                     | 47:58,84 min   | Andrea Meloni (Diezer TSK Oranien)                                                              | 48:08,66 min   | Denise Friedenberger (SCC Berlin)                                           | 48:24,88 min   |
| 20-km-Gehen                                 | Beate Gummelt geb. Anders (LAC Halensee Berlin)                                 | 1:34:28 h0000  | Gabriele Herold (LAC Quelle Fürth/München)                                                      | 1:36:17 h0000  | Denise Friedenberger (SCC Berlin)                                           | 1:38:03 h0000  |
| Hochsprung                                  | Heike Henkel geb. Redetzky (TSV Bayer 04 Leverkusen)                            | 1,90 m         | Amewu Mensah (TSV Bayer 04 Leverkusen)                                                          | 1,87 m         | Alina Astafei (MTG Mannheim) / Birgit Kähler (LAV Bayer Uerdingen/Dormagen) | 1,84 m         |
| Stabhochsprung                              | Yvonne Buschbaum (LG VfB/Kickers Stuttgart)                                     | 4,40 m         | Anastasija Ryzih (LAZ Zweibrücken)                                                              | 4,30 m         | Annika Becker (LGA Rotenburg/Bebra)                                         | 4,30 m         |
| Weitsprung                                  | Heike Drechsler geb. Daute (ABC Ludwigshafen)                                   | 6,75 m         | Susen Tiedtke (LAC Erdgas Chemnitz)                                                             | 6,70 m         | Elena Persina (BV Teutonia Dortmund-Lanstrop)                               | 6,60 m         |
| Dreisprung                                  | Katja Umlauft (Berliner SC)                                                     | 13,43 m        | Nicole Herschmann (OSC Berlin)                                                                  | 13,32 m        | Claudine Szendrei (LG Potsdam LSH)                                          | 13,27 m        |
| Kugelstoßen                                 | Astrid Kumbernuss (SC Neubrandenburg)                                           | 19,21 m        | Nadine Kleinert (SC Magdeburg)                                                                  | 19,10 m        | Nadine Beckel (Schweriner SC)                                               | 17,45 m        |
| Diskuswurf                                  | Franka Dietzsch (SC Neubrandenburg)                                             | 66,33 m        | Sabine Sievers (SC Riesa)                                                                       | 63,23 m        | Ilke Wyludda (LAC Erdgas Chemnitz)                                          | 62,66 m        |
| Hammerwurf                                  | Simone Mathes (TSV Bayer 04 Leverkusen)                                         | 65,29 m        | Kirsten Münchow (LAC Quelle Fürth/München)                                                      | 65,28 m        | Bianca Achilles (TSV Bayer 04 Leverkusen)                                   | 64,64 m        |
| Speerwurf                                   | Tanja Damaske (OSC Berlin)                                                      | 66,91 m        | Karen Forkel (SV Halle)                                                                         | 65,17 m        | Steffi Nerius (TSV Bayer 04 Leverkusen)                                     | 61,08 m        |
| Siebenkampf                                 | Karin Ertl geb. Specht (LAC Quelle Fürth/München)                               | 6255 P         | Mona Steigauf (USC Mainz)                                                                       | 5895 P         | Beatrice Mau (Mellendorfer TV)                                              | 5695 P         |
| Siebenkampf, Mannschaftswertung             | MTV IngolstadtAndrea Seitz Katrein Schroeder Sinnika Schneider                  | 15.790 P       | TSV Bayer 04 LeverkusenSilke Knut Yvonne Siermann Nadine Jäckering                              | 15.564 P       | USC MainzMona Steigauf Birte Lux Denise Kleinz                              | 15.026 P       |
| Crosslauf Mittelstrecke – 3,5 km            | Luminita Zaituc (LG Braunschweig)                                               | 11:44 min00    | Anne Bruns (LAV Süchteln)                                                                       | 11:47 min00    | Kathrin Wolf (LAC Quelle Fürth/München)                                     | 11:50 min00    |
| Crosslauf Mittelstrecke, Mannschaftswertung | LG Domspitzmilch RegensburgEllen Schöner Sophie Berkmiller Katharina Kaufmann   | Pl.-Ziff. 28   | ASC Rosellen/NeussChristiane Soeder Susanne Wildner Bettina Schmidt                             | Pl.-Ziff. 56   | LAC Quelle Fürth/MünchenKathrin Wolf Angela Stark Daniela Struckmeyer       | Pl.-Ziff. 58   |
| Crosslauf Langstrecke – 7,6 km              | Sonja Oberem geb. Krolik (TSV Bayer 04 Leverkusen)                              | 25:37 min00    | Melanie Kraus (TSV Bayer 04 Leverkusen)                                                         | 26:10 min00    | Sylvia Nußbeck (TSV Bayer 04 Leverkusen)                                    | 26:36 min00    |
| Crosslauf Langstrecke, Mannschaftswertung   | TSV Bayer 04 LeverkusenSonja Oberem geb. Krolik Melanie Kraus Sylvia Nußbeck    | Pl.-Ziff. 6    | ASC Rosellen/NeussStefanie Buss Christiane Soeder Ute Jenke                                     | Pl.-Ziff. 32   | LG Domspitzmilch RegensburgEllen Schöner Melanie Hohenester Anne Toffel     | Pl.-Ziff. 39   |
| Berglauf – 13 km                            | Johanna Baumgartner (LAC Quelle Fürth/München)                                  | 1:04:27 h0000  | Birgit Lennartz-Lohrengel (LLG St. Augustin)                                                    | 1:06:36 h0000  | Ellen Schöner (LG Domspitzmilch Regensburg)                                 | 1:06:56 h0000  |
| Berglauf, Mannschaftswertung                | LG Domspitzmilch Regensburg IEllen Schöner Renate Forstner Melanie Hohenester   | Pl.-Ziff. 23   | LG Domspitzmilch Regensburg IISophie Berkmiller Andrea Scharrer Franziska Bachhuber             | Pl.-Ziff. 61   | Freiburger FCDoll Bello Lacatos-Schmittel                                   | Pl.-Ziff. 70   |

## Videolink
- Deutsche Leichtathletik Meisterschaften Erfurt 1999, youtube.com, abgerufen am 24. April 2021